# Desheun Ryo Yamakawa
Desheun Ryo Yamakawa (山川 デション諒 Yamakawa Desheun Ryo?), född 21 april 1997 i Okinawa prefektur, är en japansk fotbollsspelare.
Yamakawa började sin karriär 2016 i FC Ryukyu. Han avslutade karriären 2017.